# Жувентуде ду Мошико
Жувентуде Атлетіку ду Мошико або просто Жувентуде ду Мошико (порт. Juventude Atlético do Moxico) — професіональний ангольський футбольний клуб з міста Луена, з провінції Мошико.

## Історія клубу
Команад виникла на основі колишнього клубу «Інтер Клуб 4 де Жунью» з Мошико 23 листопада 2006 року.
Тривалий час клуб не може виграти жодного титулу. Таким чином, можна вважати найбільшим успіхом клубу участь у найвищій футбольній лізі Анголи, Гіраболі. Сезон 2007 року клуб закінчив на останньому 14-му місці, так що він повернувся назад до другого дивізіону, в Гіра Ангола (Станом на 2014 рік). Згодом клуб і надалі вилітав, так що зараз клуб виступає в чемпіонатах провінції Мошико.

## Стадіон
Клуб приймає суперників на міському стадіоні Ештадіу Команданте Жонес Куфуна Ємбе — Mundunduleno, який також називається «Ештадіу ду Луена».
Стадіон був відкритий 11 листопада 2006 року, і максимально вміщує 1500 чоловік.

## Досягнення
На даний момент клуб не має вагомих досягнень.